# 서머 푸딩
서머 푸딩(Summer pudding)은 구즈베리 등이 든 푸딩이다.
과일과 과일 주스와 함께 깊은 그릇에 얇게 썬 흰 빵으로 만든 영국 디저트이다. 밤새 담가 두었다가 접시에 담는다. 디저트는 19세기 말에서 20세기 초에 가장 인기가 있었다. 1904년에 현재 이름으로 처음 인쇄되었지만 1868년까지 거슬러 올라가는 '수수 요법 푸딩'과 '말번 푸딩'에 대한 동일한 조리법이 발견되었다.
빵이 다소 낡은 경우 서머 푸딩을 만드는 것이 훨씬 쉽다. 이렇게 하면 과일 주스가 빵에 스며들어 푸딩이 더 맛있어진다. 서머 푸딩은 크림과 함께 제공될 수 있다.
서머 푸딩에 일반적으로 사용되는 과일은 라즈베리, 딸기, 블랙커런트, 레드커런트, 화이트커런트, 블랙베리이다. 덜 일반적으로 사용되는 것은 테이베리, 로간베리, 체리 및 블루베리이다.